# Breda Tipo 61
Die Zugmaschine Breda 61 war ein während des Zweiten Weltkriegs gebauter italienischer Nachbau der deutschen 8-Tonnen-Halbketten-Zugmaschine Sd.Kfz. 7.

## Geschichte
Die Italiener erlebten während des Feldzuges in Nordafrika erstmals die 8-Tonnen-Halbketten-Zugmaschine der Wehrmacht, die dort vor allem als Zugmittel für die 8,8-cm-FlaK 18/36/37, aber auch für die 15-cm-schwere Feldhaubitze 18 und die schwere 10-cm-Kanone 18 eingesetzt war und sich bestens bewährte. Sie bemühten sich also um eine Nachbau-Lizenz und erwarben diese 1941. Mit dem Nachbau wurde die Firma Breda beauftragt, die unter der Bezeichnung „Tipo 61“ im Jahr 1943 insgesamt 36 Stück an das italienische Heer auslieferte, ferner 199 Stück 1944 an die deutsche Wehrmacht.

## Technische Daten
Die Zugmaschine glich vom Fahrgestell her völlig ihrem deutschen Vorbild, hatte jedoch eine etwas geänderte Kühlerverkleidung und statt des Maybach-Motors einen von Breda entwickelten Sechszylinder-Motor von 7412 cm³ (Bohrung × Hub 110 × 130 mm) mit 130 PS.